# バヤ・マリ・クニンジャ
バヤ・マリ・クニンジャ（セルビア語: Баја Мали Книнџа, ラテン文字転写: Baja Mali Knindža）ことミルコ・パイチン（セルビア語: Мирко Пајчин, ラテン文字転写: Mirko Pajčin、1966年10月13日 - ）は、セルビア（旧ユーゴスラビア）のターボ・フォーク歌手。

## 来歴
バヤはユーゴスラビア紛争下で反ボシュニャク人・クロアチア人の歌を発表し、セルビア人の民族主義者を中心に人気を集めた。セルビア急進党とその創設者ヴォイスラヴ・シェシェリの支持者でもあり、1998年には「スルプスキム・ラディカリマ（セルビア急進党）」という名前のアルバムを発売した。

## 私生活
ボスニア・ヘルツェゴビナ社会主義共和国・リヴノの村グビンで生まれたバヤは1981年にセルビア社会主義共和国に移り住み、ベジャニヤとスルチンを経て現在はゼムンに在住している。
いとこのクセニヤ・パイチンとラゾ・パイチンも歌手だったがクセニヤは2010年に、ラゾは2022年にそれぞれ死去した。

## アルバム
- ネ・ダム・クライネ（1991年）
- スタンテ・パシェ・イ・ウスタシェ（1992年）
- ジヴェチェ・オヴァイ・ナロド（1993年）
- ラト・イ・ミル（1994年）
- ヨシュ・セ・ニシュタ・ネ・ズナ（1994年）
- コツカル・ベズ・スレチェ（1994年）
- ポペディチェ・イスティナ（1994年）
- イグラユ・セ・デリイェ（1995年）
- イデモ・ダリェ（1995年）
- ズボゴム・オルジェ（1996年）
- ネ・ディライテ・ニェガ（1997年）
- ポヴラタク・ウ・ブドゥチノスト（1998年）
- スルプスキム・ラディカリマ（1998年）
- ビティ・イル・ネ・ビティ（1999年）
- ジヴォト・イェ・タモ（1999年）
- ザリュブリェン・イ・ムラド（2000年）
- ジェ・シ・レゲンド（2001年）
- ズボゴム・パメティ（2002年）
- ザ・キム・ズヴォナ・ズヴォネ（2006年）
- グルヴィ・バルト（2007年）
- イデモ・マレナ（2011年）
- レシ・セ・ヴラチャ・クチ（2012年）
- ゴヴォル・ドゥシェ（2014年）